# Xã Iola, Quận Allen, Kansas
Xã Iola (tiếng Anh: Iola Township) là một xã thuộc quận Allen, tiểu bang Kansas, Hoa Kỳ. Năm 2010, dân số của xã này là 830 người.